# CSO (formato di file)
CSO  è un formato di file che consiste in una rappresentazione compressa di un'immagine ISO. È utilizzato per la compressione di immagini di dischi UMD, ovvero delle ROM per PlayStation Portable.
Inizialmente ideato da Booster, lo sviluppatore di Devhook, e implementato poi da Dark AleX nei suoi vari firmware custom.
La compressione di un'immagine da ISO a CSO può anche avvenire direttamente dalla PSP con dei programmi homebrew.
Sono noti però alcuni problemi dovuti all'elevata compressione, che si manifestano in rallentamenti in parti del gioco che richiedono più elaborazione da parte della PlayStation Portable.